# Logan (Britse band)
Logan is een melodic metal rockband uit Schotland, Glasgow. De band is opgericht in begin 2003 en ze hebben 3 cd's uitgebracht. Dit hebben ze op eigen kracht gedaan, want tot nu toe zijn ze unsigned. Er zijn zelfs videoclips te bewonderen op hun website.
De onder eigen beheer uitgebrachte single "When i get down" kwam op nr.12 binnen in de UK top30. 
Op maandag 21 november 2005 stonden ze in Paradiso Amsterdam en op 7 december 2008 in de Heineken  Music Hall het voorprogramma met de band Alter Bridge.
Met een heel eigen sound en een gedreven passie maakt deze band hun muziek.
Het is in de lijn van Creed, Alter Bridge. 
De bassist van de band zegt dan ook: "Logan isn't just a band, it's a way of life"

## Artiesten
- Kenny Collins - zang, gitaar
- Mick Coll - gitaar
- Alan Reilly - gitaar
- Iain Stratton - drums
- Michael Wilson - basgitaar

## Discografie
- First leaf fallen - 2004
- Welcome to the Wasteland - 2005
- Cruel little world - 2006